# Trinitatiskirche (Frössen)

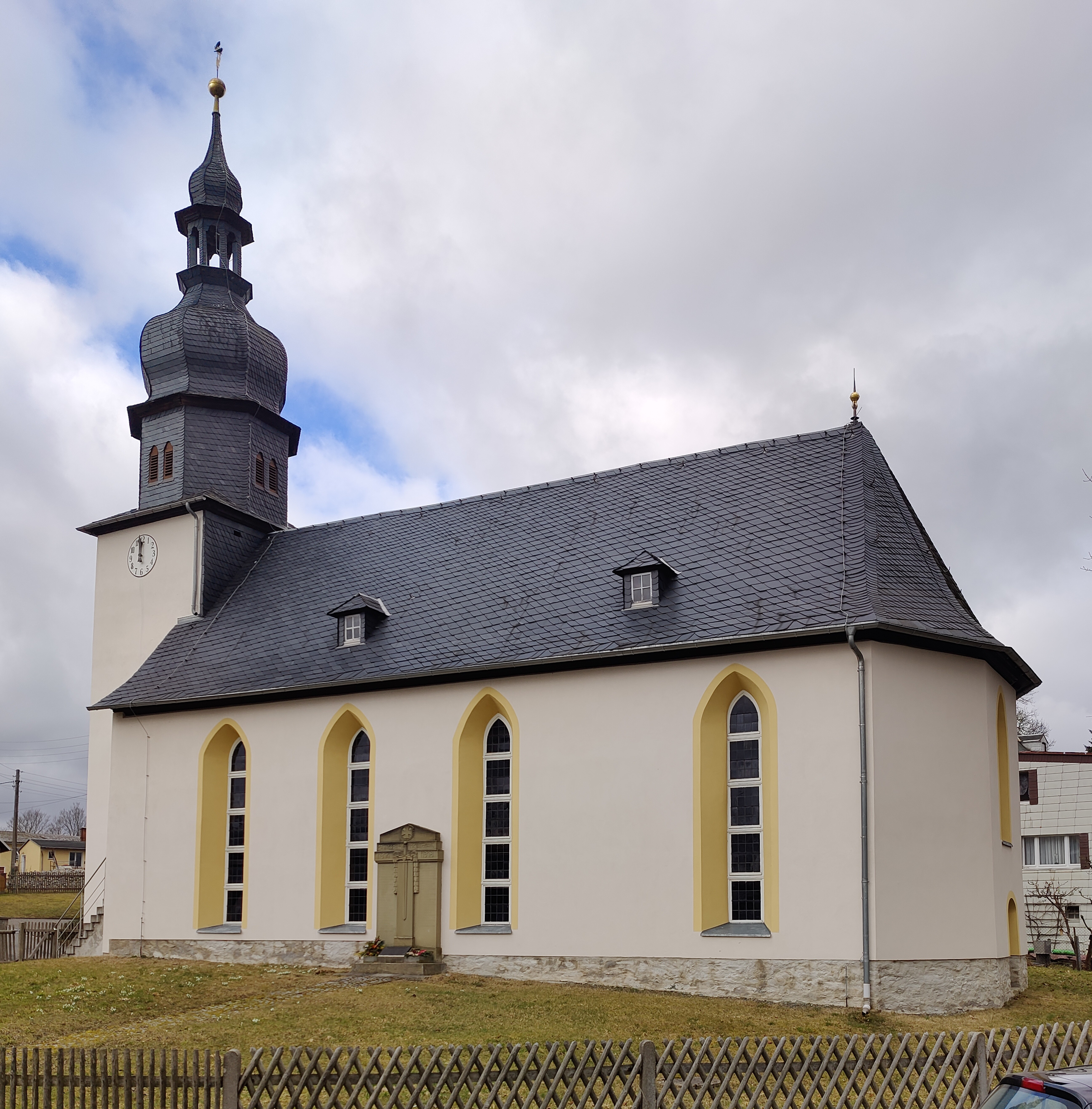
Trinitatiskirche Frössen

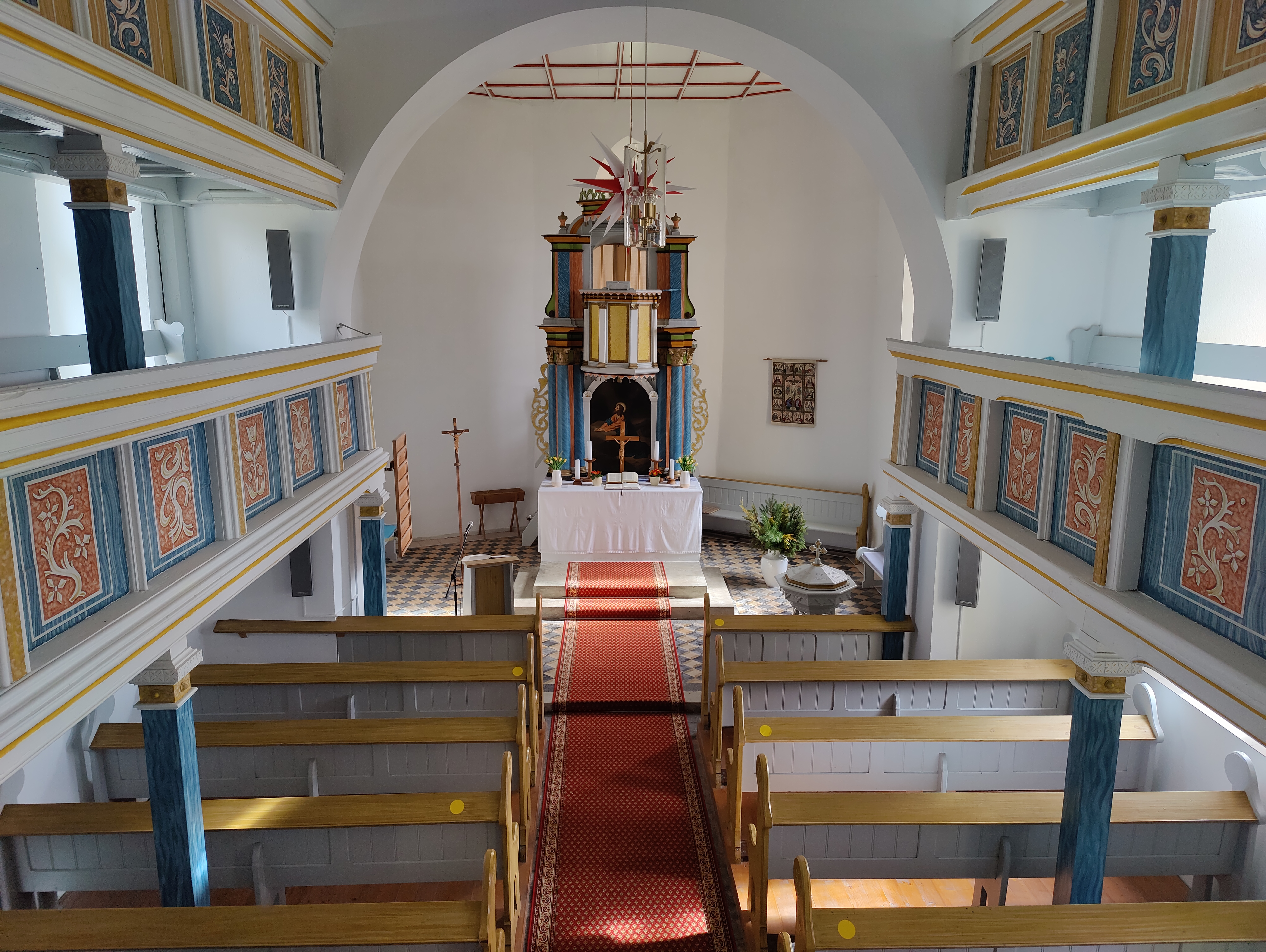
Innenraum (2022)

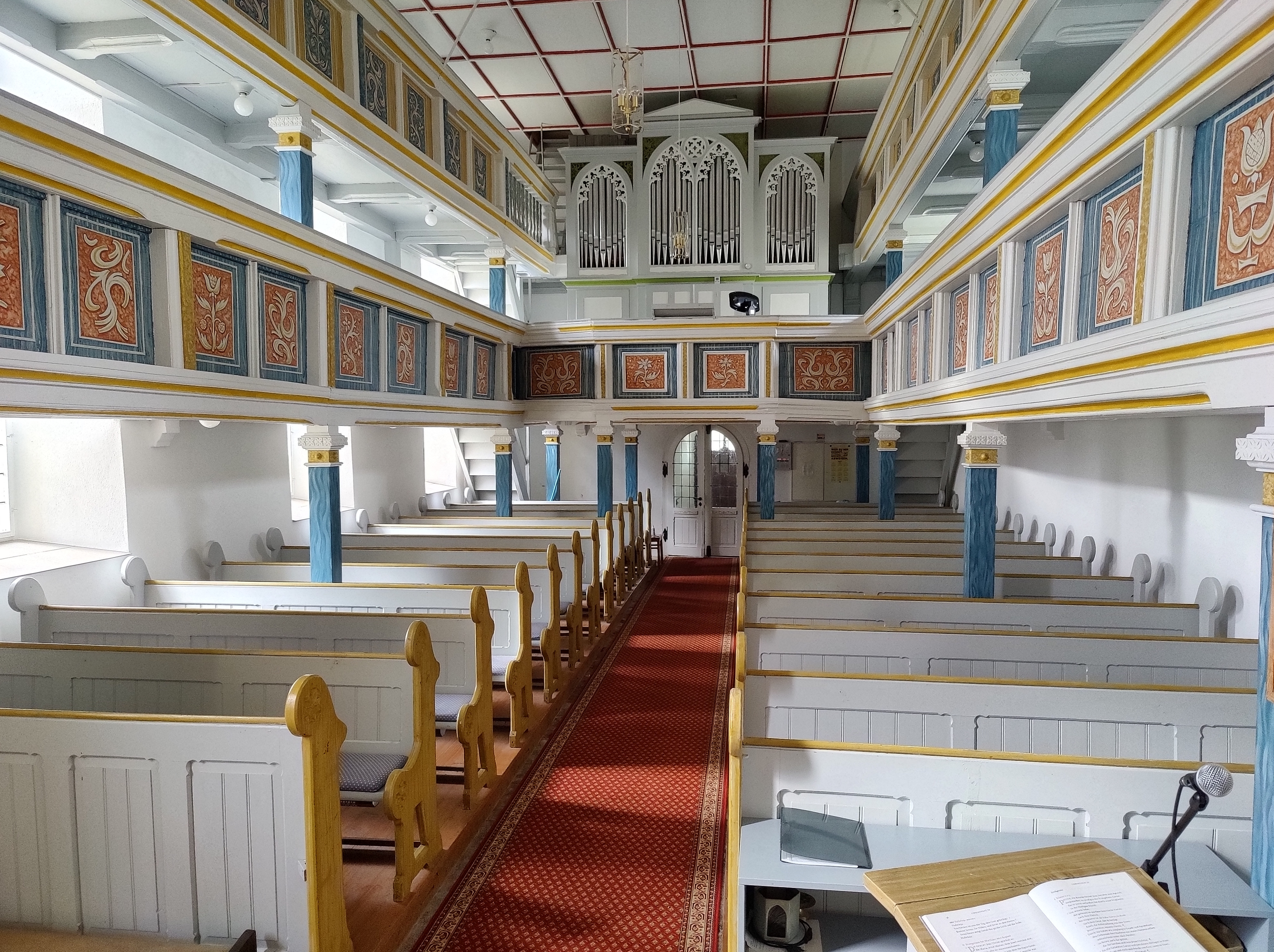
Blick zur Orgel

Die evangelische Trinitatiskirche steht im Ortsteil Frössen der Einheitsgemeinde Gefell im Saale-Orla-Kreis in Thüringen.

## Geschichte
Die Dorfkirche, benannt nach der göttlichen Trinität, wurde 1701 erbaut. Nach umfangreichen Renovierungen wurde sie im Jahre 2001 wieder eingeweiht. Nunmehr steht das Gotteshaus der Kirchgemeinde Frössen für kirchliche Belange und Feiern zur Verfügung. Die Kirche ist mit polygonalem Ostabschluss versehen und hat eine einfache Innenausstattung, die aus einer Hufeisenempore und dem Kanzelaltar mit einem Abendmahlsbild aus dem Jahr 1751 besteht.

## Orgel
Die Orgel ist ein Werk von Adalbert Förtsch aus dem Jahr 1876 mit 12 Registern auf zwei Manualen und Pedal. Eine Instandsetzung erfolgte 2009 durch Orgelbau Schönefeld. Die Disposition lautet:
| I Hauptwerk C–f3 |     |
| Bordun           | 16′ |
| Principal        | 8′  |
| Hohlfloete       | 8′  |
| Octave           | 4′  |
| Hohlfloete       | 4′  |
| Mixtur III       |     |

| II Oberwerk C–f3 |    |
| Lieblich Gedact  | 8′ |
| Gambe            | 8′ |
| Floete dolce     | 4′ |
| Gemshorn         | 4′ |

| Pedal C–d1 |     |
| Subbaß     | 16′ |
| Octavbaß   | 8′  |

- Koppeln: II/I, I/P